# Balthazar Christensen

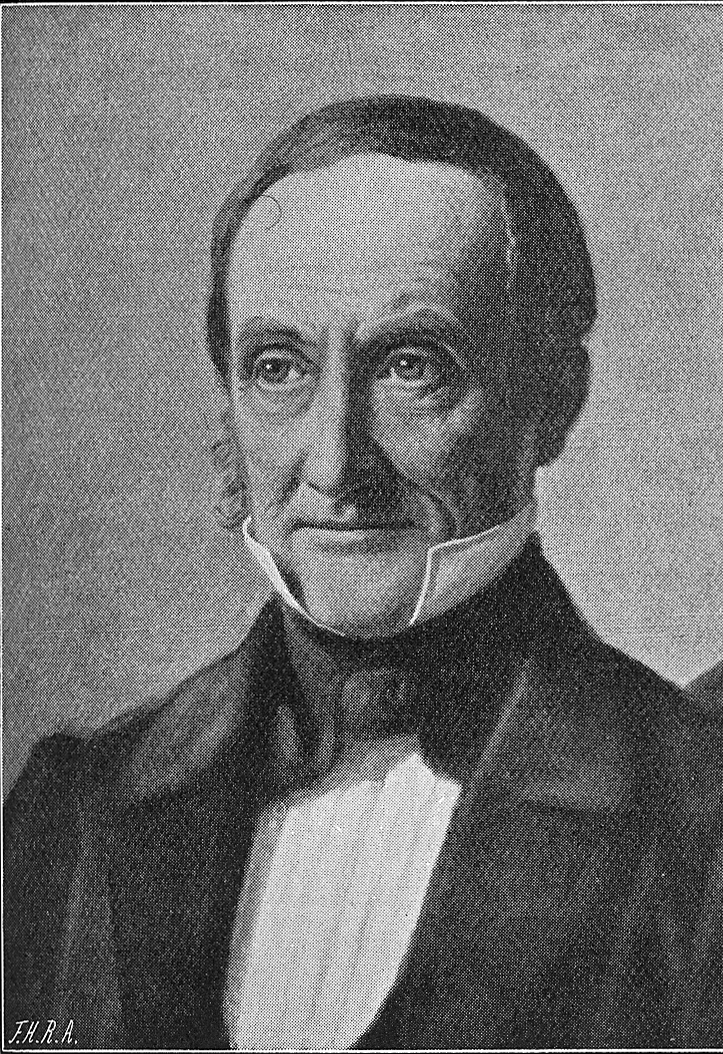
Balthazar Christensen, målning av Constantin Hansen.

Balthazar Matthias Christensen, född den 25 oktober 1802 i Randers, död den 21 april 1882, var en dansk politiker. Han var far till politikern Alfred Christensen.
Christensen blev overretsprokurator i Köpenhamn 1839, och var statsrevisor 1853-80. Han deltog med iver i den liberala rörelsen på 1830-talet och var en av förgrundsmännen såväl i den uppspirande bonderörelsen på 1840-talet som under agitationen för en fri konstitution 1848. Ännu 1848 samarbetade Christensen med nationalliberalernas ledare, men i den grundlagsgivande riksförsamlingen 1849 uppkom splittring mellan Christensen och de övriga inom den "bondevänliga vänstern" och nationalliberalerna. Som medlem av Folketinget 1849-53 var Christensen tillsammans med Anton Frederik Tscherning bondevänsterns främste ledare. Genom outtröttlighet i arbetet, kunskaper även i de parlamentariska detaljfrågorna, agitatorisk förmåga och stort anseende bland bönderna, med vilka han stod i ständig kontakt, var Christensen, trots att han i politisk skicklighet var underlägsen Tscherning, ett lyckligt komplement till denne.
Ganska snart började dock hans anseende bland bönderna minskas på grund av de insamlingar som efter 1848 företogs till hans förmån. Han hade nämligen för att helt kunna ägna sig åt politiken lämnat sin tidigare verksamhet som advokat. Omkring 1854 inträffade en brytning mellan Tscherning och Christensen, som 1853 ingått i Landstinget. Christensen ledde nu tillsammans med Jens Andersen Hansen den majoritetsgrunn inom bondevänliga vänstern, som sökte anknytning till nationalliberalerna och verkade i eiderdansk anda. I vissa situationer var han dock fortfarande en förgrundsfigur, såsom vid tillkomsten av Regeringen Rotwitt där hans gamla förbindelser med Carl Berling och grevinnan Danner kom väl till pass. I huvudsak trädde han dock i bakgrunden för Hansen och kom att betrakta som en idealist och drömmare utan blick för politikens praktik. 
Grundlagsfrågan 1866 förde honom dock åter i förgrunden av politiken. Tillsammans med Tscherning ledde han nu oppositionen mot det av Hansen drivna grundlagsförslaget och var samma år ordförande i den förening, som vid de nya valen bekämpade detsamma. 1866-73 och 1875 var han medlem av Folketinget och blev vild bildandet av Forende Venstre nominellt dess förste partichef. Vid 1878 års partisprängning följde han med den moderata flygeln.